# Альберто М'єльго
Альберто М'єльго (ісп. Alberto Mielgo; нар. 29 квітня 1979, Мадрид) — іспанський режисер, художник й аніматор. Був артдиректором мультсеріалу «Трон: Повстання» та режисером короткометражних анімаційних фільмів «Свідок» (англ. The Witness) та «Джибаро» (англ. Jibaro), знятих для антології «Любов, смерть і роботи.».
Лауреат чотирьох премій «Еммі» та двох премій «Енні». Володар премії «Оскар» за найкращий анімаційний короткометражний фільм (2022) за фільм «Склоочисник» (англ. The Windshield Wiper).

## Біографія
Альберто народився 29 квітня 1979 року. Його дитинство та юнацтво пройшли в Іспанії. Альберто живе у Лос-Анджелесі, після тривалого періоду проживання у різних країнах Європи й Азії. Крім робіт у сфері анімації Альберто займається створенням картин.

## Кар'єра
Першими великими проєктами над якими працював Альберто були «Труп нареченої» за авторством Тіма Бертона, «The Beatles: Rock Band» і «Гаррі Поттер і Смертельні реліквії: Частина 1».
У 2013 році М'єльго був найнятий компанією Disney як артдиректор мультсеріалу «Трон: Повстання». Режисер мультсеріалу Чарлі Бін пояснив, що ідея запрошення Альберто до студії полягала у створенні особливого стилю для анімаційного шоу, якого до цього ніхто не бачив ні по телевізору, ні у кіно. У результаті Альберто отримав премії «Еммі» й «Енні» за найкращу роботу художника-постановника над цим мультфільмом.
У 2015 році Альберто працював художником-постановником над анімаційним фільмом студії Sony «Людина-павук: Через всесвіт». На своїй посаді він створив концепт і тестовий варіант фільму. Спочатку, головною метою Альберто було дослідження коміксів, минулого Людини-павука, можливостей кінематографії, мови та стилю. За словами Деніела Кейлора, одного з аніматорів фільму «Людина-павук: Через всесвіт», анімація М'єльго була широко сприйнята командою та надихала на роботу до того, як вони почали працювати над фільмом. Тестову роботу так і не було завершено — було повністю закінчено лише чотири кадри, які визначили візуальну мову всього фільму.
У 2019 році М'єльго написав і зняв епізод «Свідок» для серіалу «Любов. Смерть. Роботи» від Netflix, за роботу над яким він отримав 3 премії «Еммі» та премію «Енні». Участь Альберто у серіалі почалася з того, що його директор Габріеле Пеннаккіолі звела Альберто з Девідом Фінчером і Тімом Міллером, які були шанувальниками його попередньої роботи. У 2020 році Альберто зняв кінематографічний трейлер «Точка неповернення» для комп'ютерної гри «Watch Dogs: Legion». Візуальний стиль трейлера багато у чому повторював попередню роботу М'єльго для серіалу «Любов. Смерть. Роботи».
Також у 2020 році Альберто представив ще один короткометражний анімаційний фільм «Склоочисник» (англ. The Windshield Wiper), що розповідає про його особисте бачення любові та стосунків між людьми. Фільм отримав премію «Оскар» (2022) у категорії «Найкращий анімаційний короткометражний фільм». 20 травня 2022 року у третьому сезоні антології «Любов, смерть і роботи.» вийшов епізод «Джибаро» (англ. Jibaro), режисером якого є М'єльго.

## Нагороди
- У 2013 році Альберто отримав премію «Еммі»[3] й «Енні»[4] за найкращу роботу художника-постановника над мультфільмом «Трон: Повстання».
- У 2019 році за роботу над короткометражним анімаційним фільмом «Свідок», знятим для антології «Любов. Смерть. Роботи» Альберто отримав три премії «Еммі»[3] за найкращу короткометражну анімаційну програму, найкращу художню постановку та найкращу анімацію, а також премію «Енні»[4] за найкращу художню постановку.
- Премія «Оскар» за найкращий анімаційний короткометражний фільм (2022) за фільм «Склоочисник» (англ. The Windshield Wiper)[16].